# Xu Yan
Xu Yan (4 de novembro de 1981) é uma judoca chinesa. 
Foi medalhista olímpica, obtendo um bronze em Judô nos Jogos Olímpicos de Verão de 2008, Pequim.